# Trasformazione top-hat
In elaborazione digitale delle immagini, la trasformazione top-hat è un operatore morfologico su immagini in scala di grigi capace di estrarre piccoli elementi e dettagli da un'immagine, comunemente usata per estrazione di caratteristiche, equalizzazione dello sfondo, e altre operazioni di miglioramento. Esistono due tipi di trasformazione: la trasformazione top-hat bianca, definita come la differenza tra l'immagine originale e la sua apertura rispetto a un elemento strutturante, e la trasformazione top-hat nera (o trasformazione bottom-hat), definita dualmente come la differenza tra la chiusura rispetto ad un elemento strutturante e l'immagine originale.
La trasformazione top-hat bianca produce un'immagine contenente le caratteristiche che sono più piccole dell'elemento strutturante impiegato (ovvero l'elemento strutturante non può essere contenuto in esse) e che sono più chiare rispetto alla regione circostante. La trasformazione top-hat nera produce invece un'immagine contenente le caratteristiche più piccole dell'elemento strutturante e più scura rispetto alle regione circostante.

## Definizione
Data un'immagine in scala di grigi {\displaystyle f:E\mapsto R} che mappa punti da uno spazio euclideo o un reticolo discreto  E (come R2 o Z2) alla retta reale, e dato un elemento strutturante in scala di grigio {\displaystyle b(x)}. La trasformazione top-hat bianca di f è definita come:
{\displaystyle T_{w}(f)=f-f\circ b},
dove {\displaystyle \circ } è l'operatore di apertura, mentre la trasformazione top-hat nera è definita come
{\displaystyle T_{b}(f)=f\bullet b-f},
dove {\displaystyle \bullet } denota l'operatore di chiusura.

## Esempi
La trasformazione top-hat bianca può essere usata per catturare i blob circolari di piccole dimensioni, usando un elemento strutturante di raggio maggiore a quello dei blob di interesse.
La sogliatura di un'immagine con illuminazione non uniforme produce generalmente risultati di qualità insoddisfacente. La trasformazione top-hat bianca può essere usata per migliorare il contrasto tra gli oggetti da segmentare e lo sfondo.